# 澳門巴士3X路線
澳門巴士3X路線是由澳巴經營，往返關閘和亞馬喇前地的巴士路線。

## 簡介及歷史
- 2009年4月27日，配合交通事務局實施第二階段巴士路線調整，本線開設，由新福利營運，服務時間為星期一至六07:30-09:00，班距18-22分鐘。[1][2]

- 2011年8月1日，本線改由維澳蓮運營運，起點站遷移至「提督馬路／雅廉訪」站，首班車提早至07:00開出，班距調整為4分鐘。[3][4][5][6][7]

- 2011年11月7日，起點站改於「關閘馬路」站，同時新增停靠「三角花園」站。

- 2012年8月4日，配合巴士站合併，取消停靠「水上街市／中銀」站。

- 2014年7月1日，本線改由新時代營運。

- 2015年2月14日，本線改為循環線，延長至關閘總站，提升至每日服務，增設下午尖峰時段的服務。[8]

- 2016年1月22日，正式調整本線服務時間為07:00-09:00、17:00-23:00，班距4-10分鐘。[9]

- 2016年4月23日，提升至每天全日服務，服務時間更改為07:00-23:00，班距4-10分鐘。另外取消停靠「提督／紅街市」站，改停「林茂／澳門遊艇會」站、「筷子基社屋」站。[10]

- 2017年8月23日，受超強颱風天鴿影響，本線改以特班車形式行駛，由亞馬喇前地循環往返關閘馬路。

- 2018年6月30日，因新馬路排水系統工程影響，本線改經高士德大馬路至“殷皇子馬路”站後按原線行駛。期間暫不停靠「昌明花園」、「沙梨頭／華寶工業大廈」、「海邊新街」、「栢港停車場」、「新馬路／大豐」站。

- 2018年7月3日至8月16日，本線臨時停靠「高士德／連勝」站。[11]

- 2018年8月1日，本線改由澳巴經營。

- 2018年8月17日起，新馬路恢復雙向行車，本線恢復原線行駛。

- 2018年12月15日，恢復以關閘總站落客，在「關閘馬路」站上客。

- 2019年2月9日，澳巴與交通事務局協調後，由亞馬喇前地開出之特班車，若亞馬喇前地已坐滿乘客，改行友誼大馬路，直達關閘。

- 2019年4月6日，為配合“內港北雨水泵站箱涵渠建造工程”，暫不停靠“十六浦”站。

- 2019年4月27日，配合第二階段「內港北雨水泵站箱涵渠建造工程」，臨時停靠“水上街市”站。

- 2019年4月30日起，獲批准於「關閘總站」上客。

- 2019年8月31日起，因“內港北雨水泵站箱涵渠建造工程”已完工，本線開始恢復原線停靠。

- 2020年4月18日起，亞馬喇前地整治土建工程完工，本線停靠“殷皇子馬路”後，進入D／E／F車道，後進入A車道，再由A車道調頭進入B車道。離站時不再進入A車道，先經亞馬喇前地、蘇亞雷斯博士大馬路、約翰四世大馬路，後進入殷皇子馬路。

- 2021年8月7日，為配合青茂口岸即將啟用，新增停靠「青茂／何賢紳士馬路」站。[12] [13]

- 2022年5月28日起，「筷子基社屋」站更名為「俾若翰街／綠楊花園」。[14]

- 2022年7月11日至17日，因實施「全澳相對靜止管理」措施，本線暫停營運。[15]

- 2022年7月18日至22日，因宣佈延長“相對靜止管理”措施，本線維持上述措施。[16]

- 2022年7月23日起，因“相對靜止管理”結束，本線恢復營運。[17]

- 2022年10月6日起，調整本線「關閘總站」之停靠位置，由E車道改為D車道。[18][19]

- 2023年7月3日起，因為理順和明確巴士站名稱，“新馬路／永亨”站改名為“新馬路／華僑”。[20]

## 臨時延長服務時間
以下日子本線曾臨時延長服務時間：
- 2015年5月2、3日：07:00-12:00、16:00-20:00 [21]

- 2015年8月29、30日：07:00-12:00、16:00-20:00 [22]

- 2015年10月1至4日：07:00-12:00、16:00-20:00 [23]

- 2015年11月22日：07:00-09:00、15:00-20:00 [來源請求]

- 2016年1月1至3日：07:00-12:00、15:00-20:00 [24]

- 2016年2月6、7、10至14日：07:00-12:00、15:00-23:00 [25]

- 2024年12月31日除夕：尾班車延長至02:00[26]

## 特別班次
- 2024年5月2日起，澳巴於假期期間臨時開設本線特別班次，由關閘總站開出直達亞馬喇前地，後按原線行駛。

## 使用車輛

### 新福利時期
- 本線開辦時主要使用巨大載客量的巴士，例如Dennis Dart SLF 11米大巴、蘇州金龍10米/12米巴士；間中可能派出蘇州金龍9.9米巴士及Dennis Dart SLF 10米中巴，不過頻率較低。

### 維澳蓮運時期
- 宇通ZK6118HGE

### 新時代時期

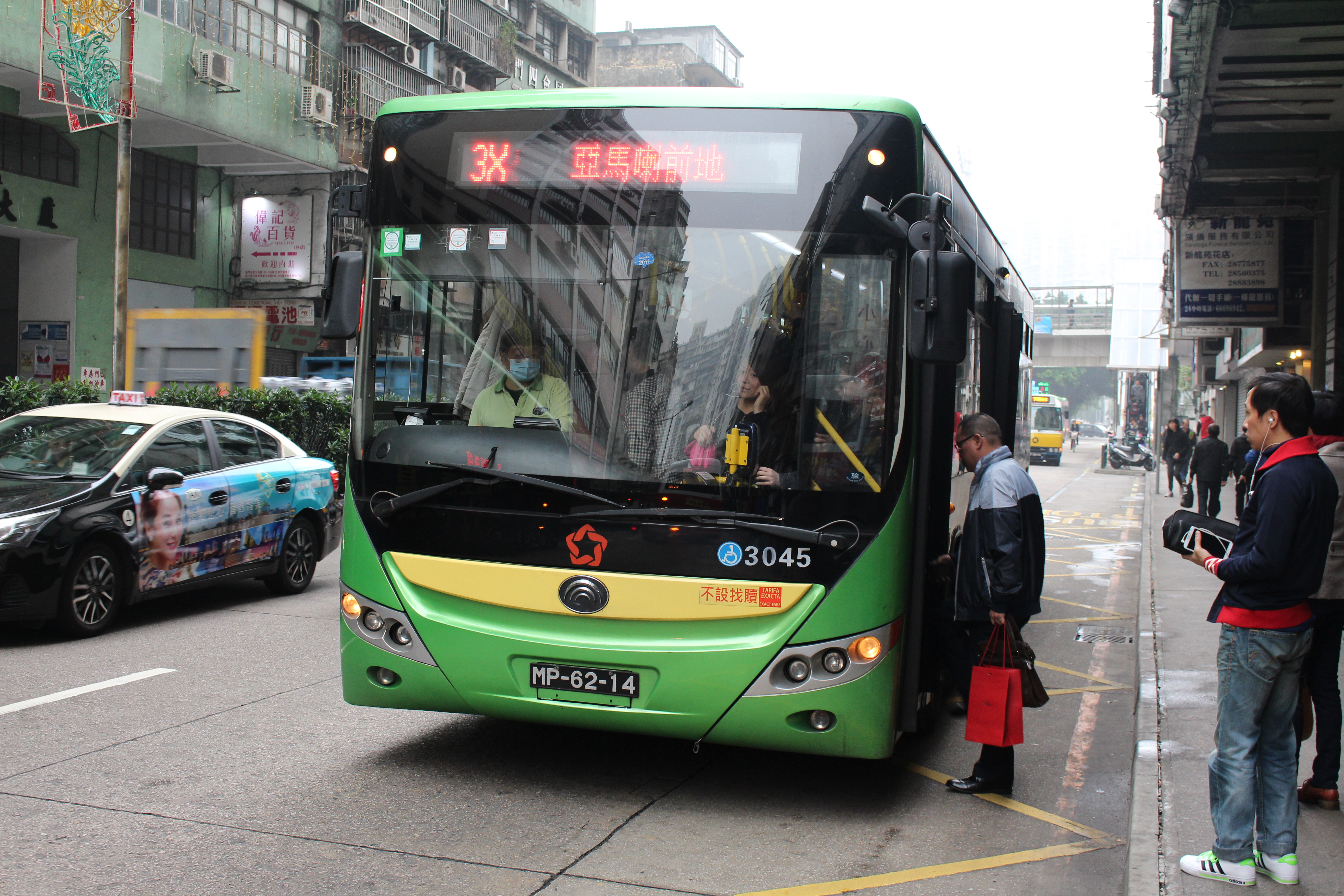
宇通ZK6118HGE
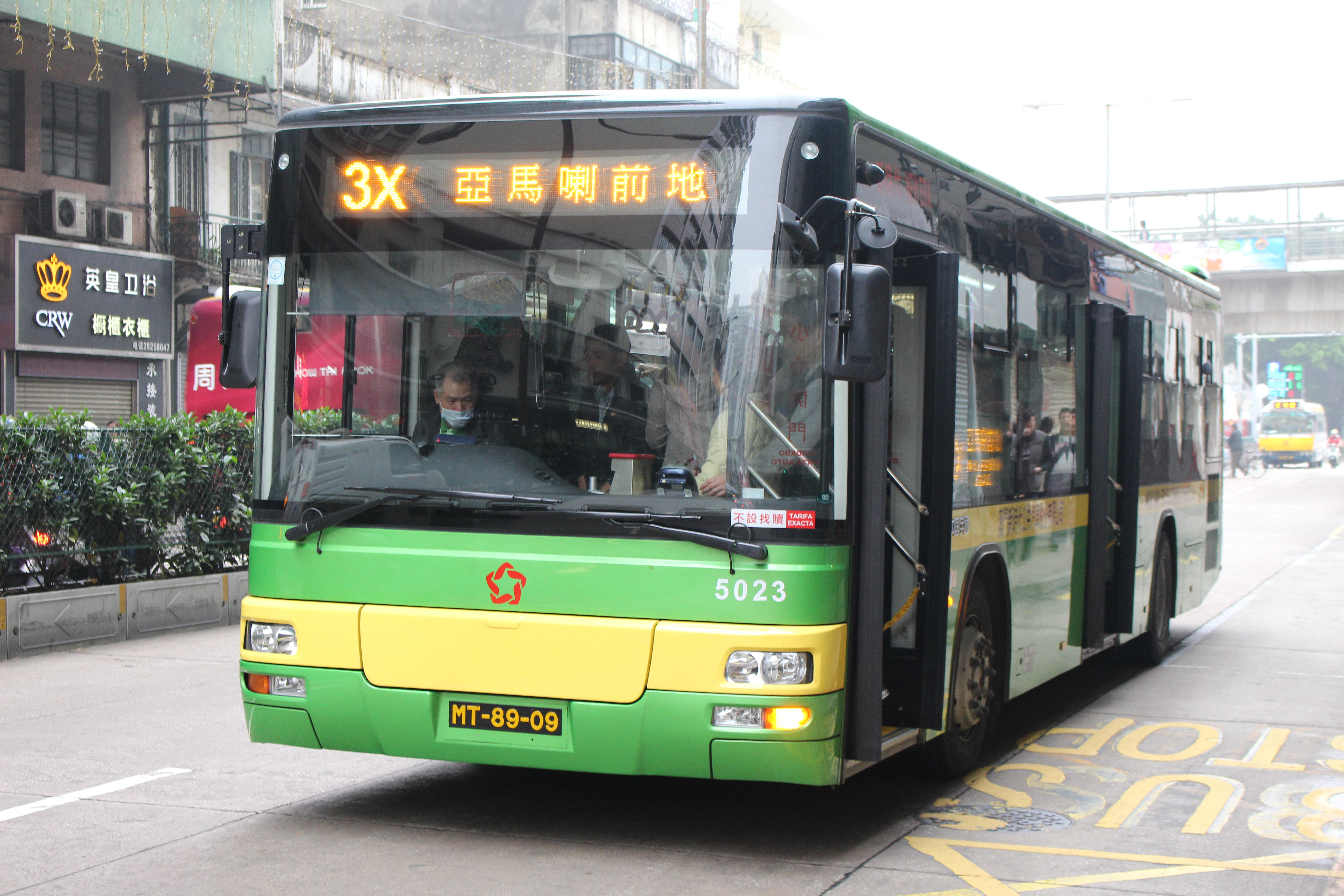
宇通ZK6128HGE

### 澳巴時期
2022年7月4日前：

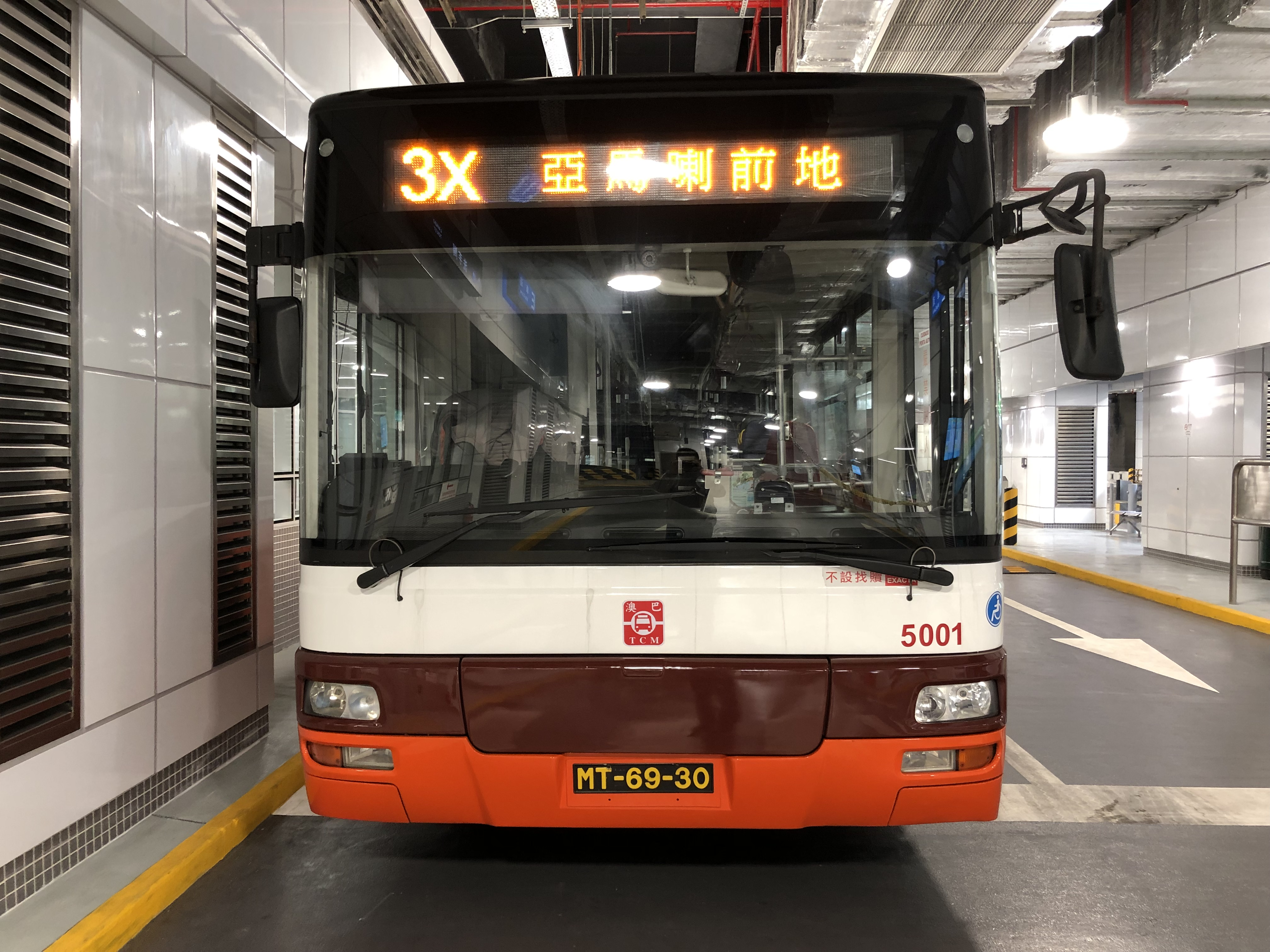
宇通ZK6128HGE
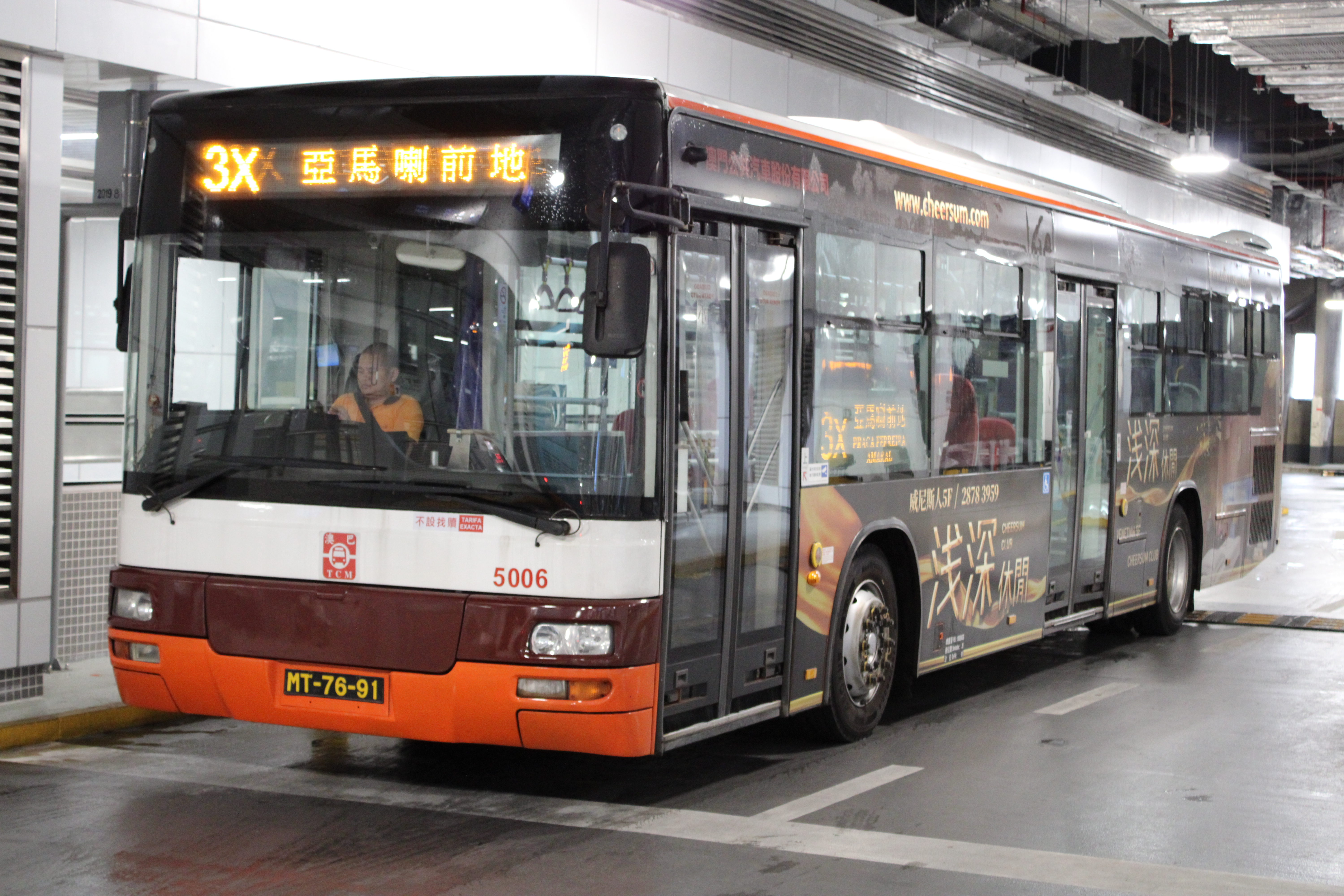
宇通ZK6118HGE
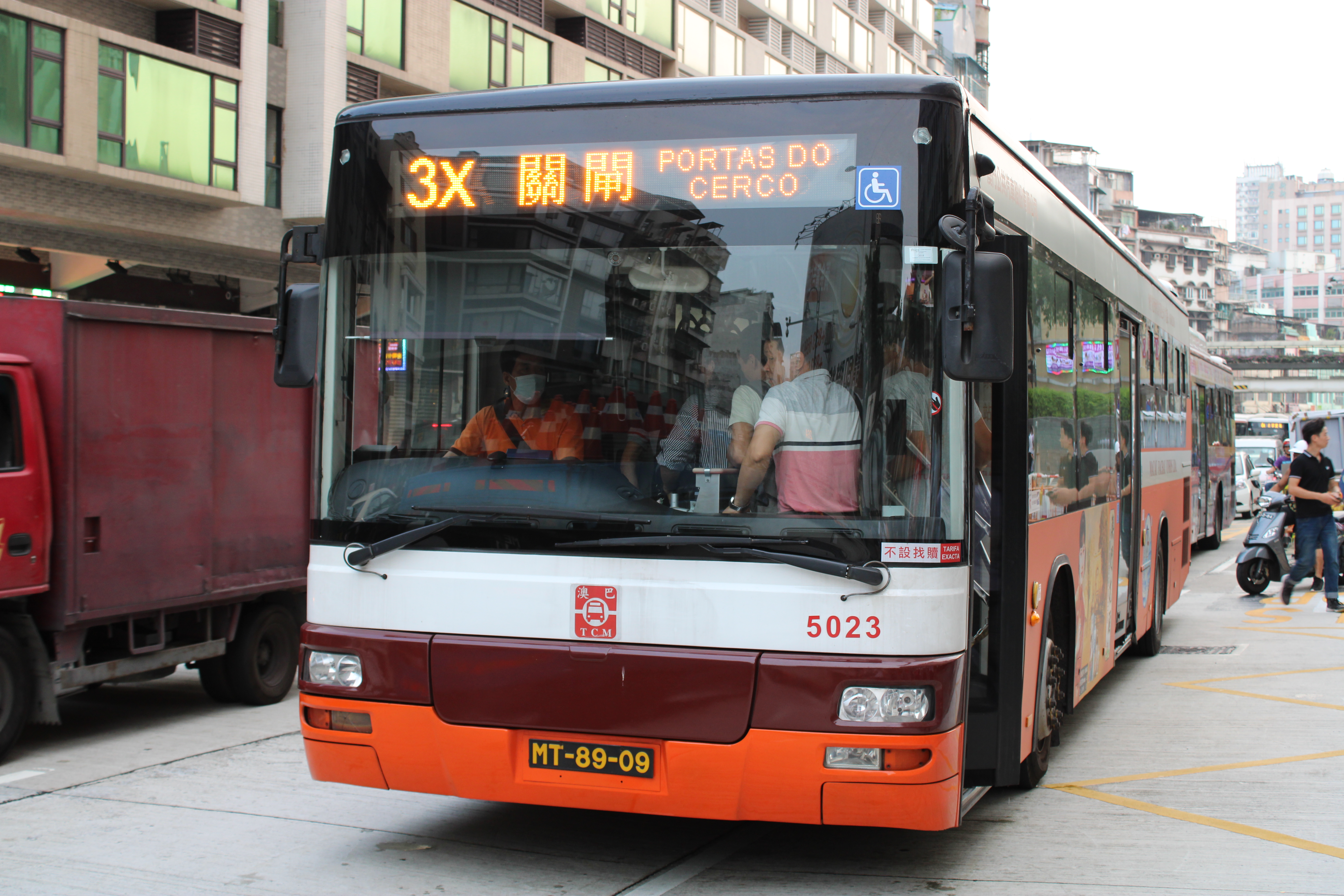
宇通ZK6128HGE
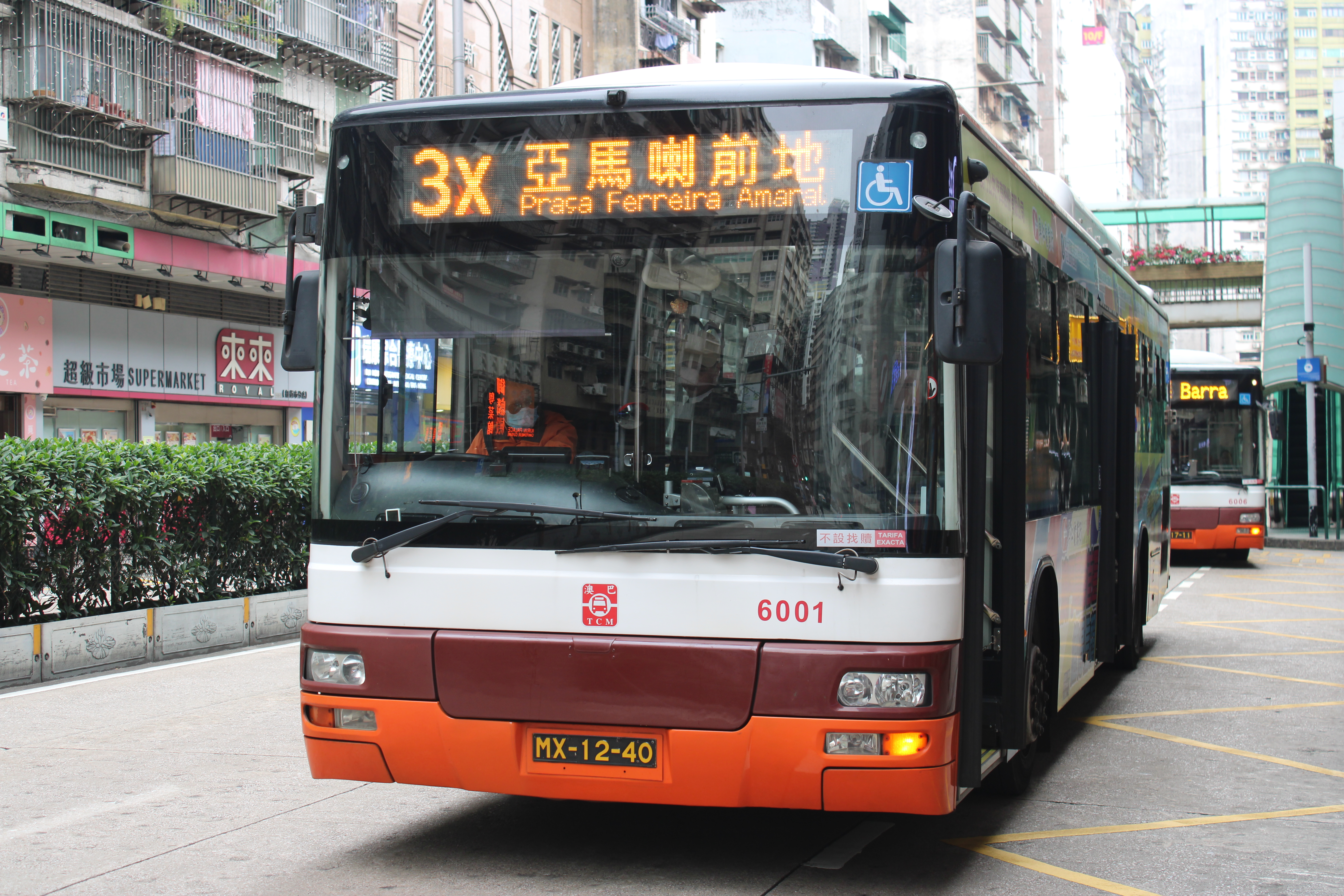
宇通ZK6125HNG
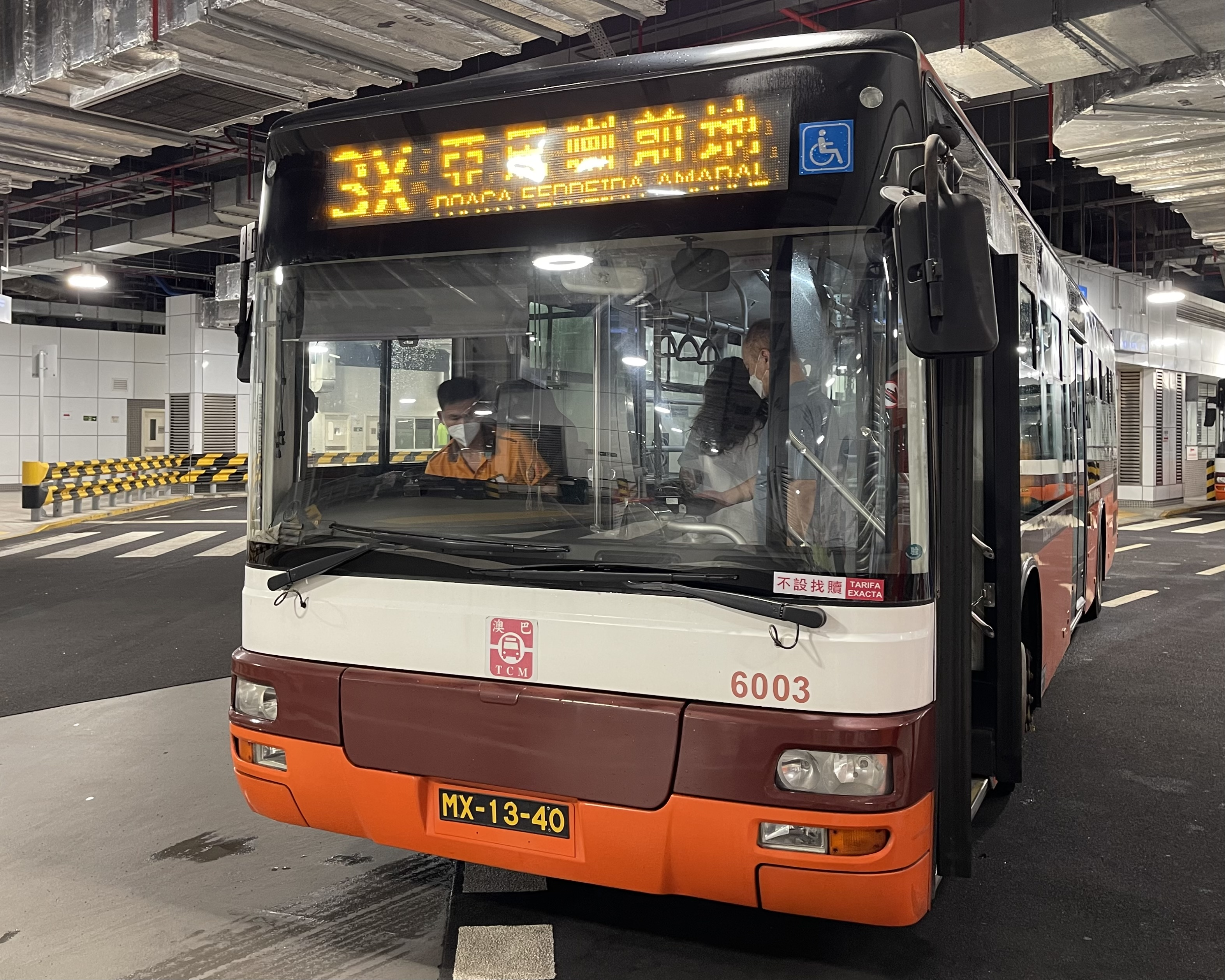
宇通ZK6125HNG
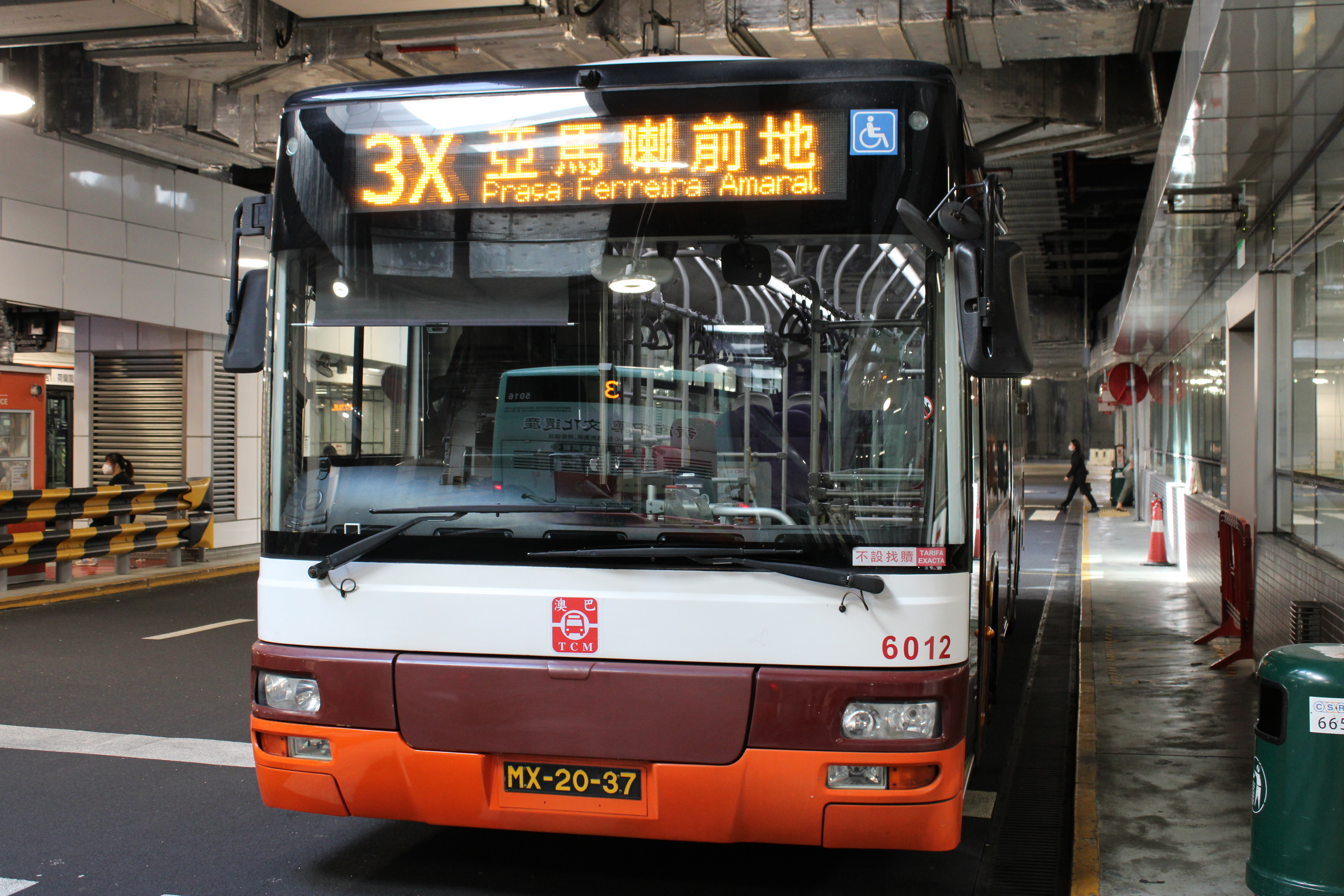
宇通ZK6125HNG
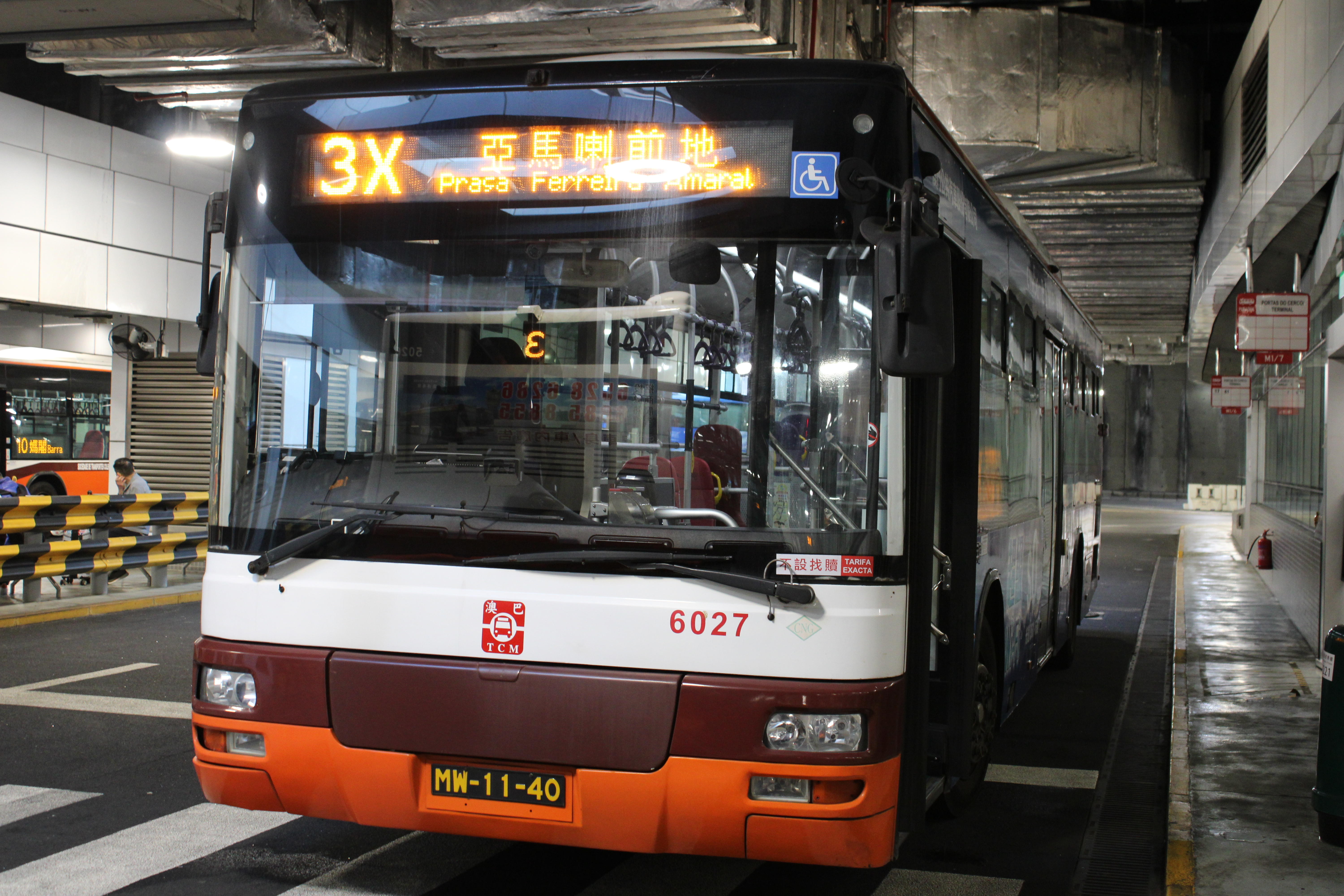
宇通ZK6128HNGE
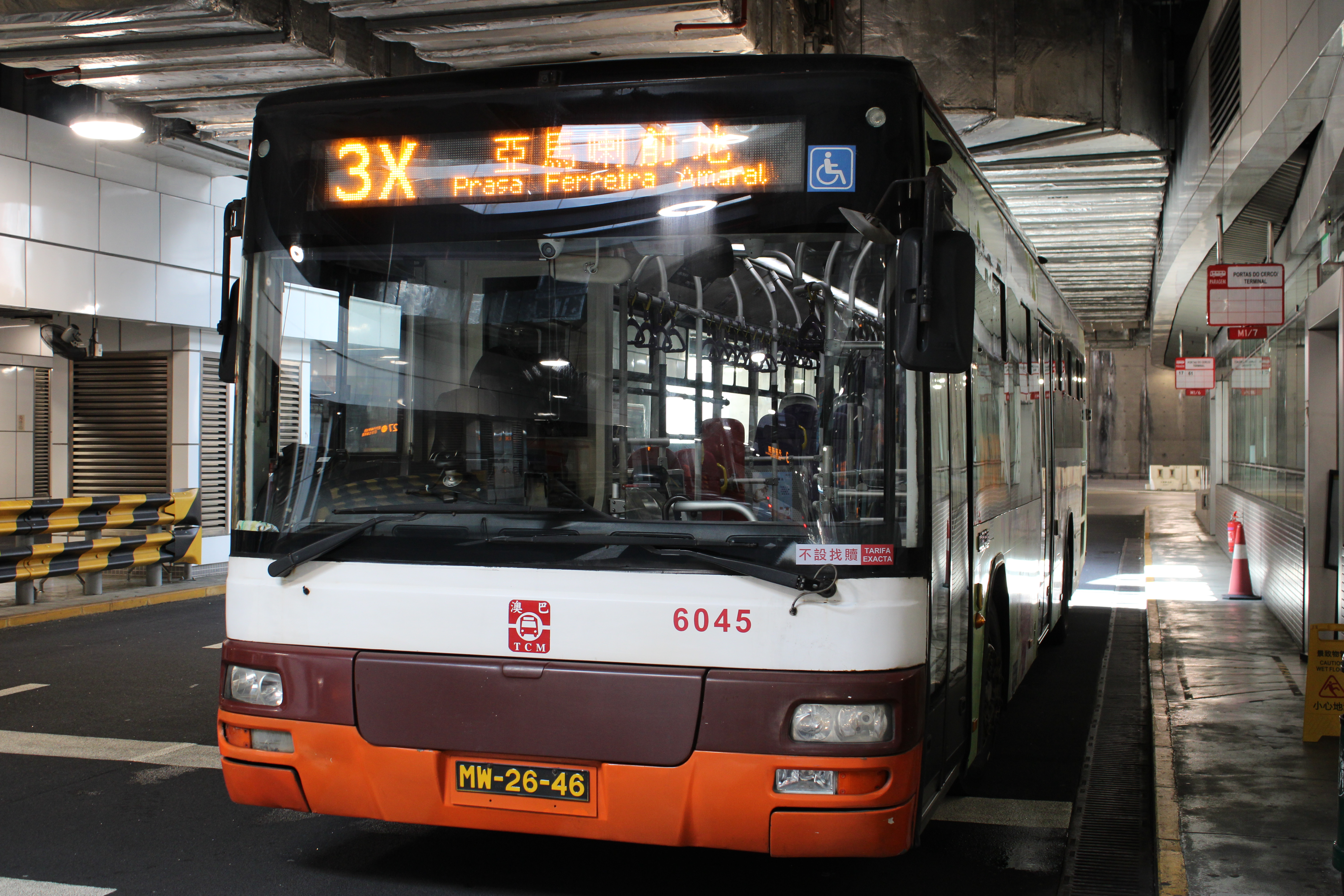
宇通ZK6128HNGE
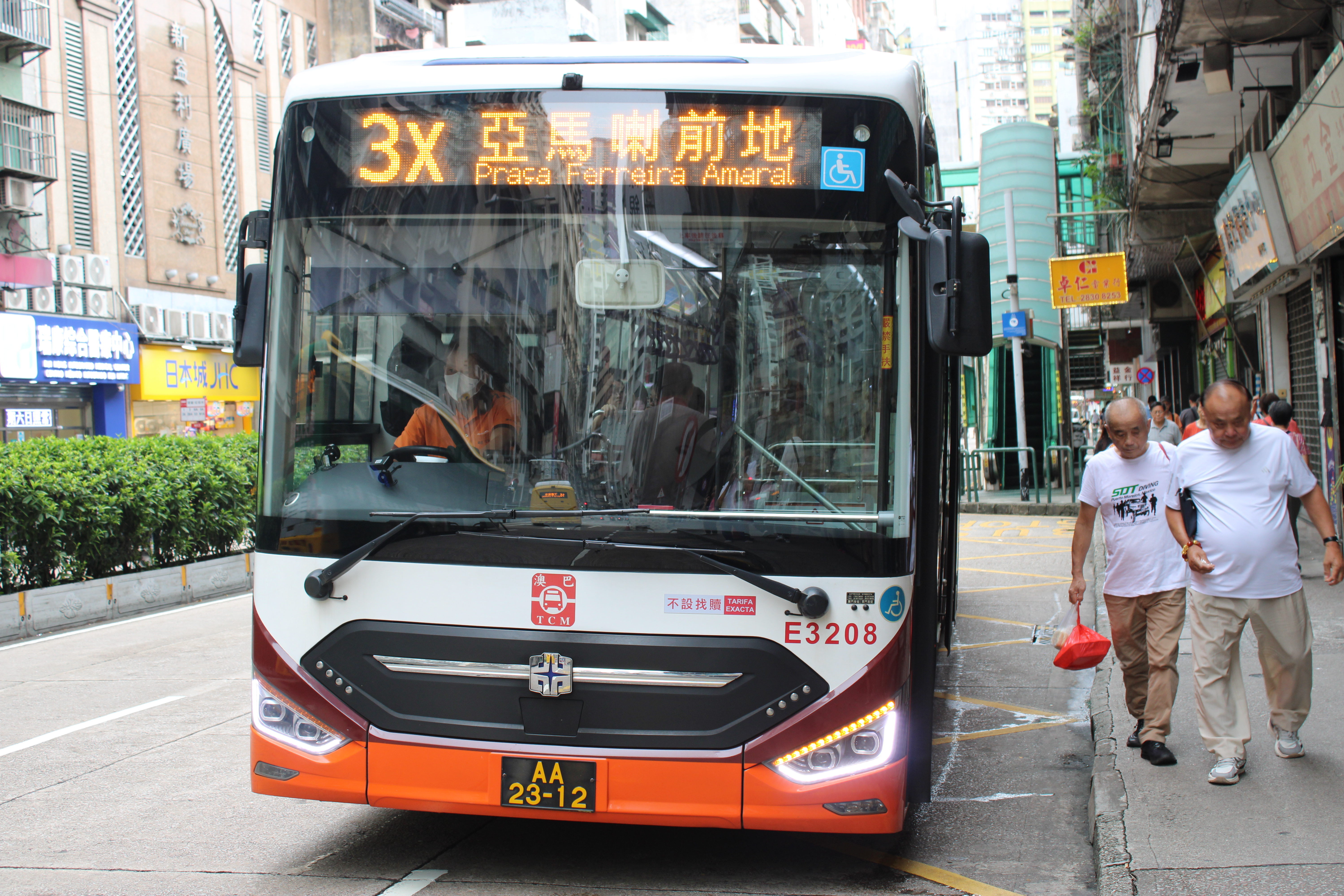
中通LCK6113SHEVG
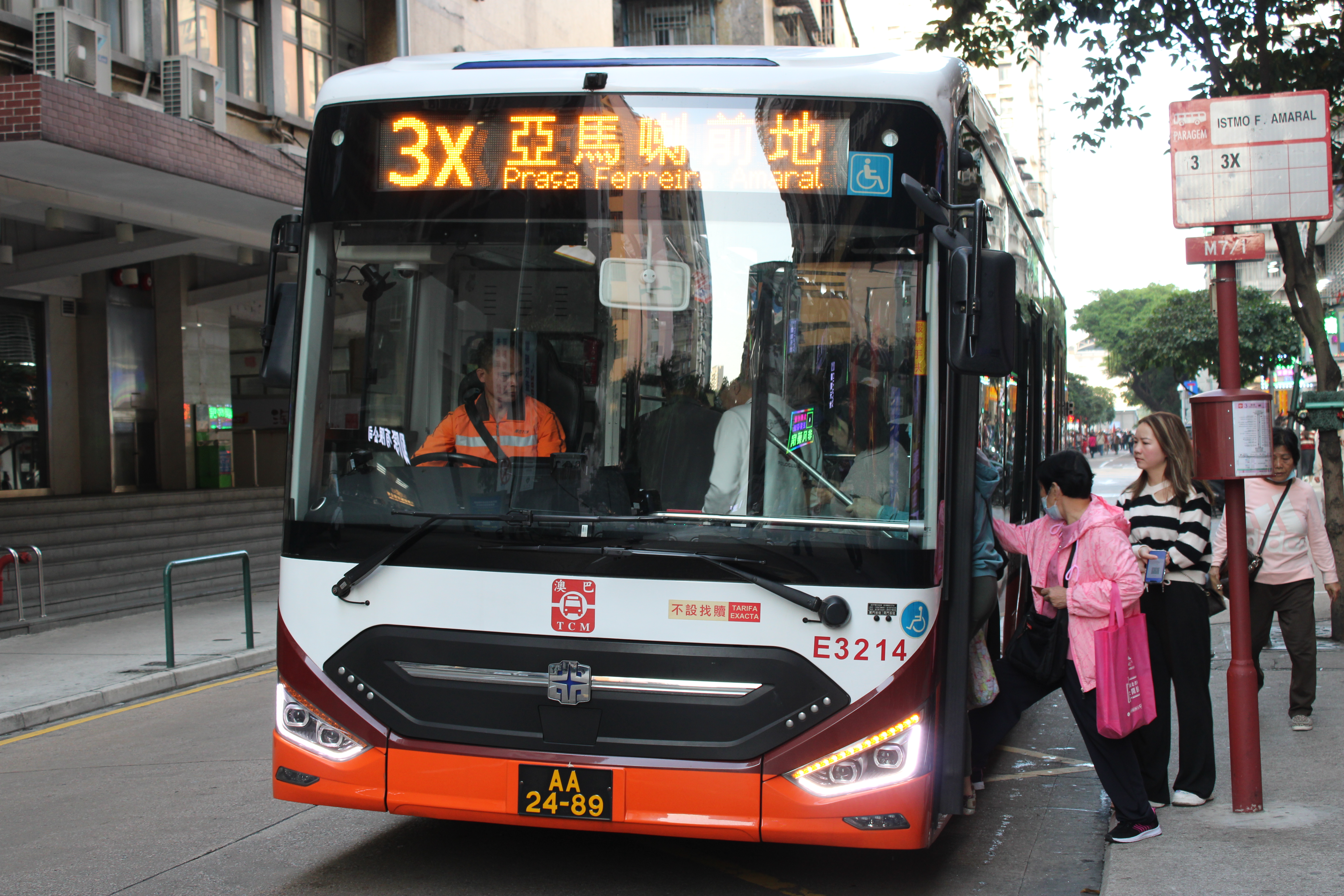
中通LCK6113SHEVG
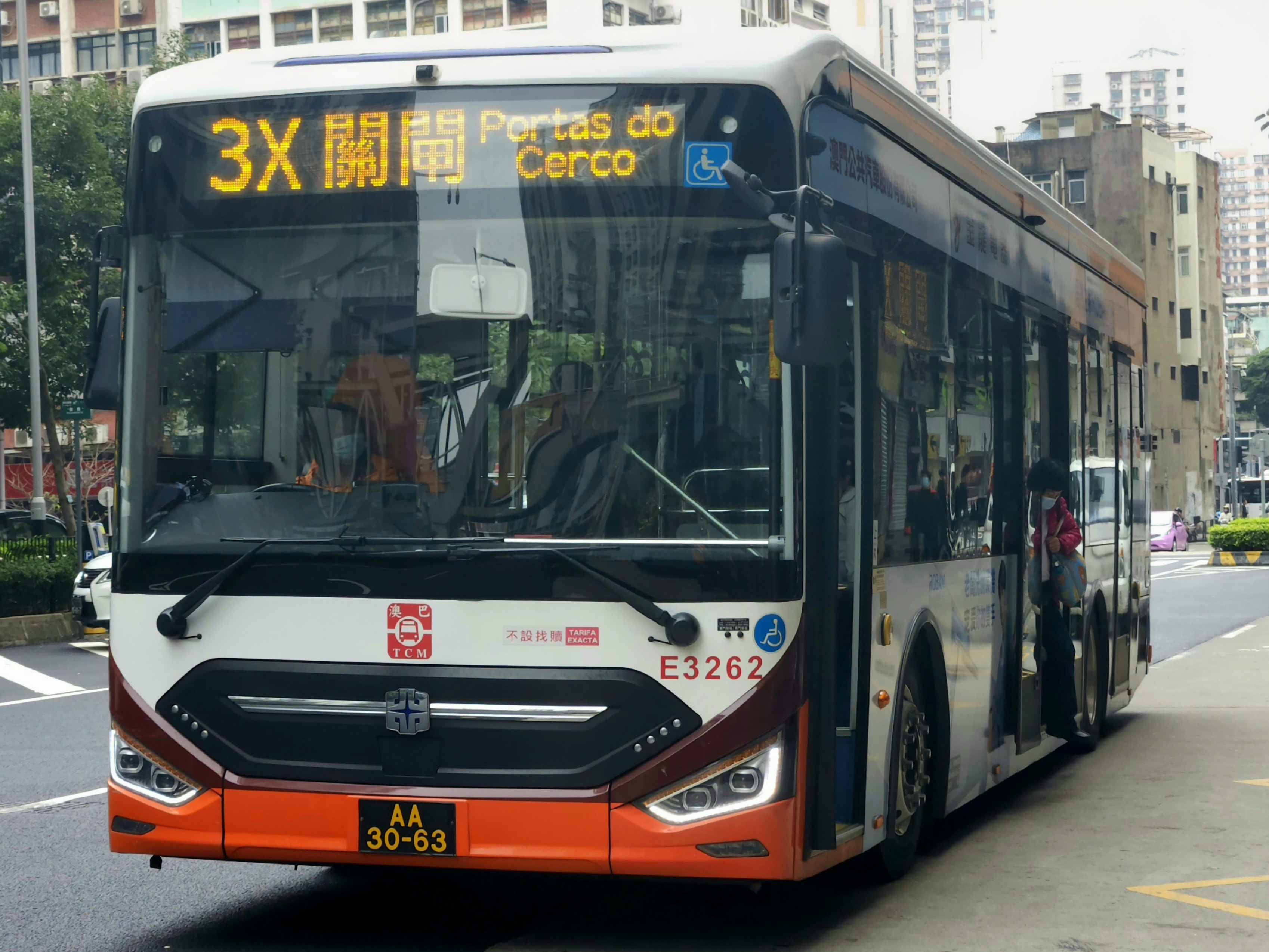
中通LCK6113SHEVG
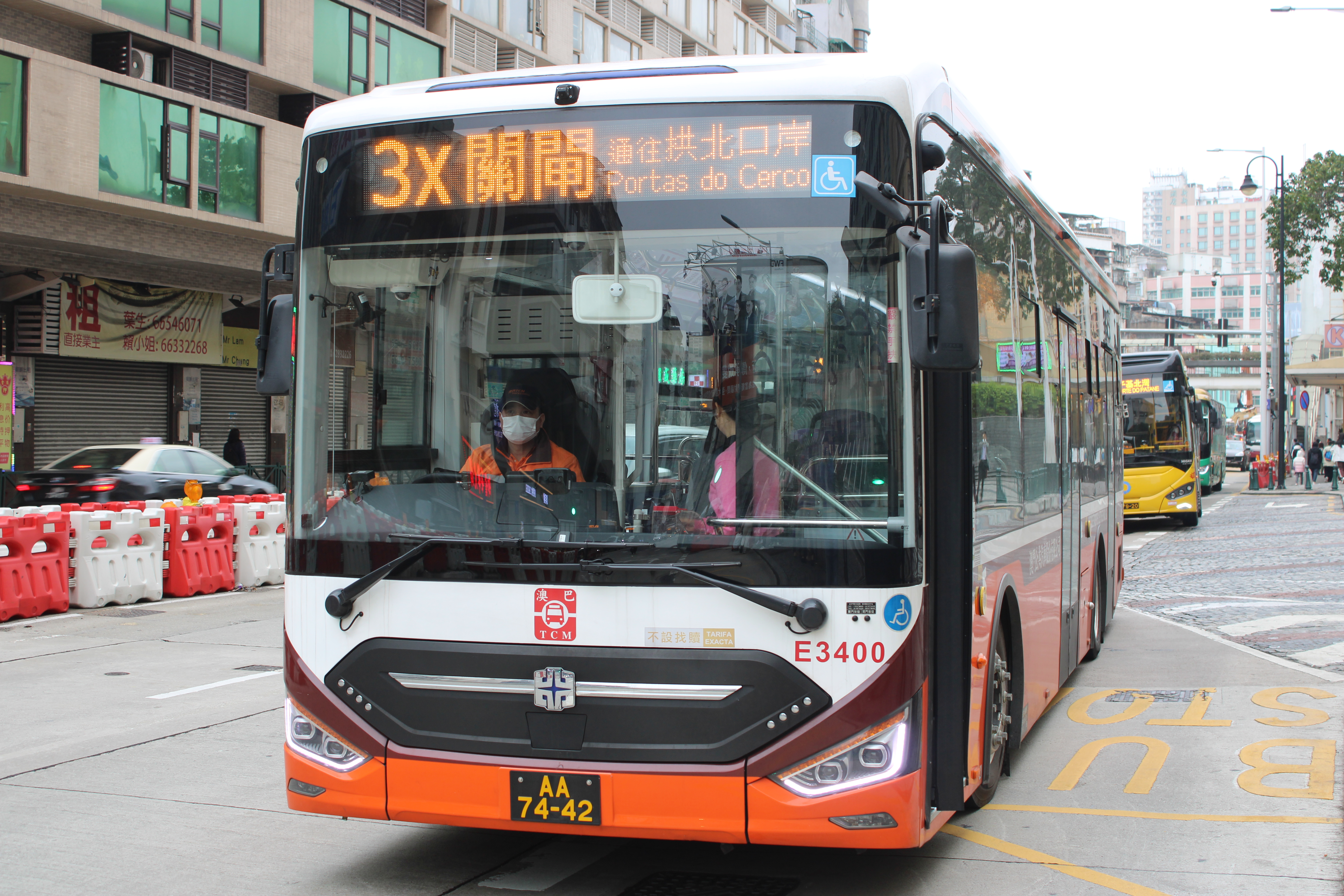
中通LCK6113SHEVG
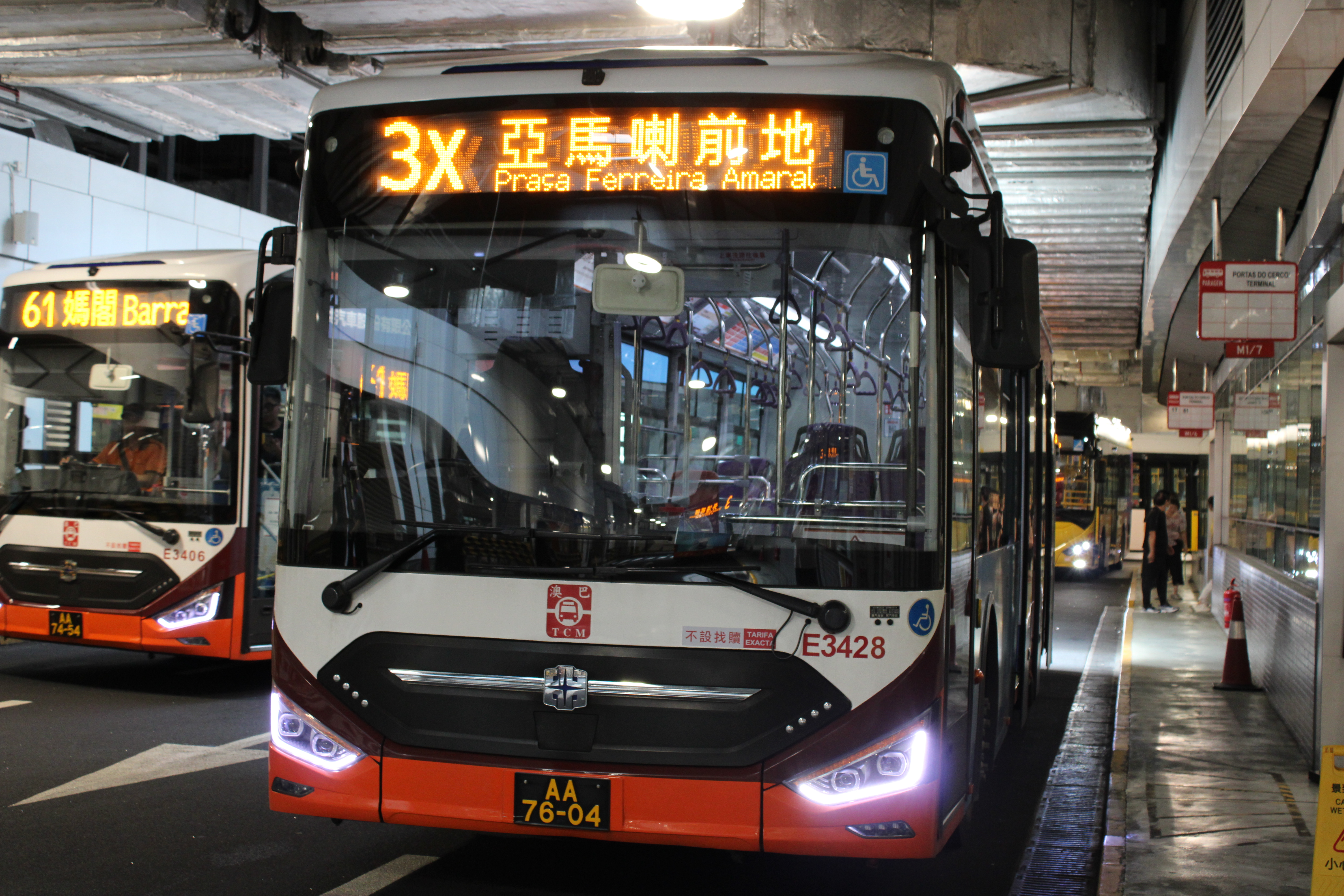
中通LCK6113SHEVG
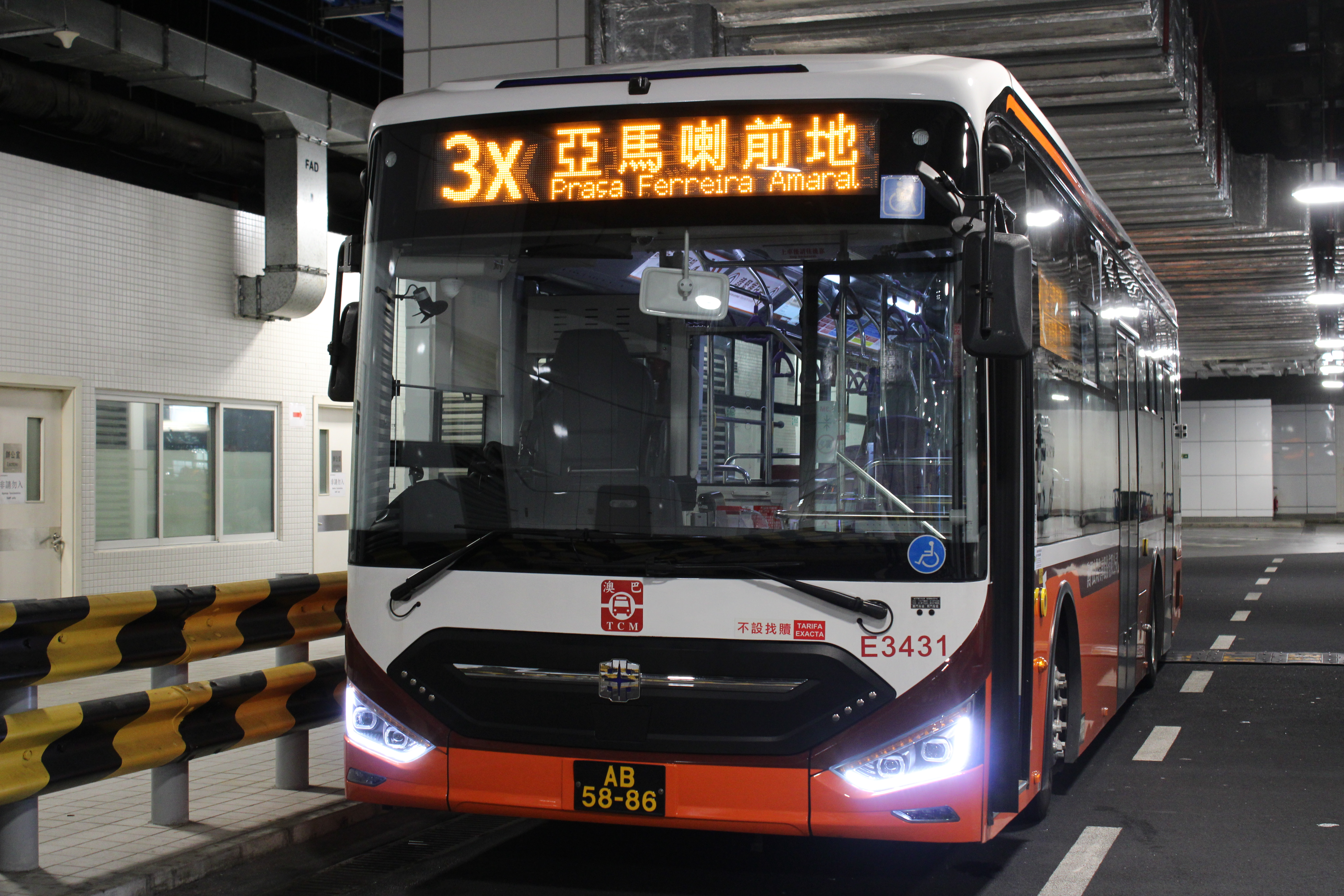
中通LCK6113SHEVG
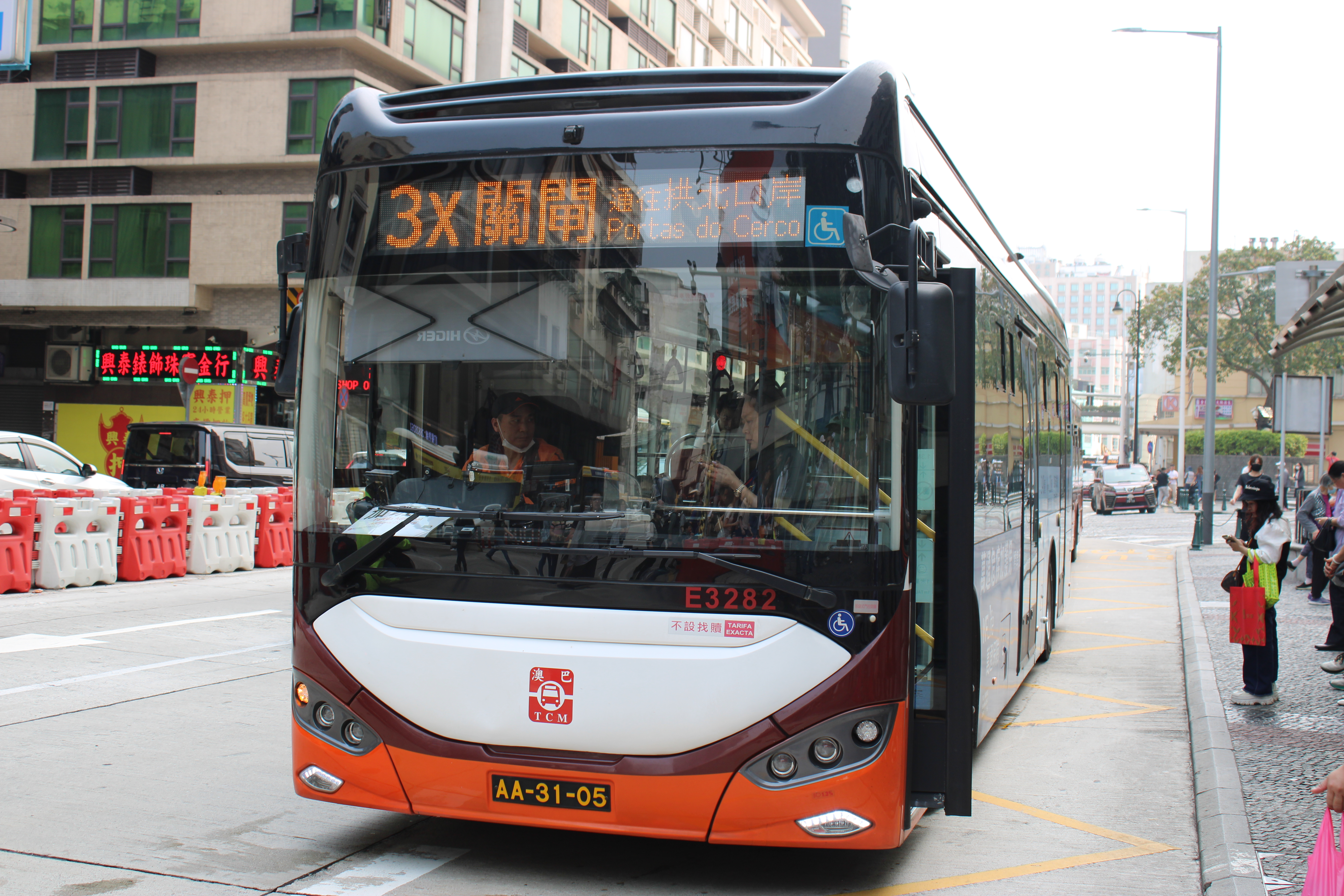
蘇州金龍KLQ6116GHEV

2022年7月4日起：
- 宇通ZK6125HNG

2022年7月31日起：
- 宇通ZK6125HNG
- 宇通ZK6128HGE
- 宇通ZK6128HNGE

2022年8月9日起：
- 宇通ZK6125HNG
- 宇通ZK6128HNGE

2022年9月8日起：
- 宇通ZK6125HNG
- 宇通ZK6128HGE
- 宇通ZK6128HNGE

2022年10月9日起：
- 宇通ZK6125HNG
- 宇通ZK6128HGE

2022年11月3日起：
- 宇通ZK6125HNG
- 宇通ZK6128HGE
- 宇通ZK6128HNGE

2022年12月27日起：
- 宇通ZK6125HNG

2023年1月10日起：
- 宇通ZK6125NHG
- 宇通ZK6128HGE

2023年2月6日起：
- 宇通ZK6125HNG

2023年2月19日起：
- 宇通ZK6125HNG
- 宇通ZK6128HNGE
- 中通LCK6113SHEVG

2025年3月起：
- 宇通ZK6125HNG
- 宇通ZK6128HNGE

### 特見
- 2019年春節黃金週，曾派出宇通ZK6902HG及宇通ZK6125HNG行駛
- 2023年國慶黃金週及2024年復活節假期，曾派出蘇州金龍KLQ6116GHEV行駛

## 電牌
| 往關閘方向                   | 往關閘方向                  | 往關閘方向 |
| 日期                         | 頭牌                        | 圖例       |
| ---------------------------- | --------------------------- | ---------- |
| 2017年8月23日前              | 關閘                        |            |
| 2018年12月15日至2024年2月8日 | 關閘                        |            |
| 2017年8月23日至12月14日      | 關閘馬路                    |            |
| 2024年2月9日起               | 關閘 通往拱北口岸           |            |
| 往中區方向                   |                             |            |
| 日期                         | 頭牌                        | 圖例       |
| 開線至今                     | 亞馬喇前地                  |            |
| 2023年1月24日                | 司打口                      |            |
| 2023年6月10日起              | 經新馬路、葡京 （轉頁顯示） |            |

## 路線資料

### 收費
| 收費類別     | 收費類別                      | 收費類別             | 費用 |
| ------------ | ----------------------------- | -------------------- | ---- |
| 現金         | 現金                          | 現金                 | $6.0 |
| 境外支付工具 | 支付寶（內地及香港）          | 支付寶（內地及香港） | $6.0 |
| 境外支付工具 | 雲閃付 非綁定澳門銀聯卡       |                      | $6.0 |
| 境外支付工具 | 微信支付（內地及香港）        |                      | $6.0 |
| 境外支付工具 | 交通聯合 非澳門發行的全國通卡 |                      | $6.0 |
| 境內支付工具 | 澳門通                        | 全民卡               | $4.0 |
| 境內支付工具 | 澳門通                        | 學生卡               | $2.0 |
| 境內支付工具 | 澳門通                        | 長者卡               | 免費 |
| 境內支付工具 | 澳門通                        | 殘疾卡               | 免費 |
| 境內支付工具 | 聚易用＋                      | 聚易用＋             | $4.0 |

### 服務時間及班距
| 服務時間                     | 服務時間 | 星期一至六  | 星期日 （含公眾假期） |
| ---------------------------- | -------- | ----------- | --------------------- |
| 關閘總站                     | 關閘總站 | 07:00-23:00 | 07:00-23:00           |
| 班距                         | 尖峰     | 4-9分鐘     | 4-10分鐘              |
| 班距                         | 離峰     | 6-12分鐘    | 6-10分鐘              |
| 懸掛8號風球後1小時開出尾班車 |          |             |                       |

### 路線停站
| 3X   | 關閘 ↺ 亞馬喇前地 | 關閘 ↺ 亞馬喇前地    | 關閘 ↺ 亞馬喇前地 |
| 序號 | 循環線            | 循環線               | 循環線            |
| 序號 | 站號              | 站名                 | 出入境口岸        |
| 1    | M1/7              | 關閘總站             | 關閘邊檢大樓      |
| 2    | M7/1              | 關閘馬路             |                   |
| 3    | M16/1             | 提督馬路／雅廉訪     |                   |
| 4    | M111              | 昌明花園             |                   |
| 5    | M112              | 沙梨頭／華寶工業大廈 |                   |
| 6    | M127              | 海邊新街             |                   |
| 7    | M125              | 栢港停車場           |                   |
| 8    | M135/2            | 新馬路／大豐         |                   |
| 9    | M170/2            | 殷皇子馬路           |                   |
| 10   | M172/6            | 亞馬喇前地           |                   |
| 11   | M134              | 新馬路／華僑         |                   |
| 12   | M132/2            | 十六浦               |                   |
| 13   | M128              | 林茂／澳門遊艇會     |                   |
| 14   | M108/1            | 俾若翰街／綠楊花園   |                   |
| 15   | M60               | 青茂／何賢紳士馬路   | 青茂口岸          |
| 16   | M1/7              | 關閘總站             | 關閘邊檢大樓      |

### 關閘總站重整期間安排
*2018年7月1日至8月16日期間不停靠
#2018年7月1日至8月16日期間臨時停靠
| 3X   | 亞馬喇前地 ↺ 關閘馬路 | 亞馬喇前地 ↺ 關閘馬路 | 亞馬喇前地 ↺ 關閘馬路 |
| 序號 | 循環線                | 循環線                | 循環線                |
| 序號 | 站號                  | 站名                  | 出入境口岸            |
| 1    | M172                  | 亞馬喇前地            |                       |
| 2    | M134                  | 新馬路／永亨          |                       |
| 3    | M132                  | 十六浦                |                       |
| 4    | M128                  | 林茂／澳門遊艇會      |                       |
| 5    | M108                  | 筷子基社屋            |                       |
| 6    | M7                    | 關閘馬路              | 關閘邊檢大樓          |
| 7    | M16                   | 提督馬路／雅廉訪      |                       |
| #    | M98                   | 高士德／連勝          |                       |
| 8*   | M111                  | 昌明花園              |                       |
| 9*   | M112                  | 沙梨頭／華寶工業大廈  |                       |
| 10*  | M127                  | 海邊新街              |                       |
| 11*  | M125                  | 栢港停車場            |                       |
| 12*  | M135                  | 新馬路／大豐          |                       |
| 13   | M170                  | 殷皇子馬路            |                       |
| 14   | M172                  | 亞馬喇前地            |                       |

## 客量
- 由於本線班次頻密，定線直接，同時途經遊客區，而部分乘客亦會於亞馬喇前地轉乘其他路線，本線自開線起就深受乘客歡迎，客量非常龐大，大部分時間均可全車爆滿。由於本線部分客源為關閘前往亞馬喇前地轉車的乘客，故後來交通事務局從本線抽調資源開辦3AX路線，減輕了本線的壓力，讓本線集中服務來往關閘和遊客區的乘客。

- 根據2020年公報，本線在2019年度共開出48,827班，乘車人次為3,670,711人次，平均每班接載75.2人次。

- 2024年五一黃金週期間，開設特別班次，由關閘總站開出直達亞馬喇前地，後按原線行駛。

- 2025年5月2日、3日期間，本線在客流尖峰時段各增加至少10部巴士營運，其中本線及3路線巴士數量、開出班次均較平日增加1倍，兩線同時派出70部巴士行駛。[27]

## 批評

### 編號混亂問題
- 澳巴在2024年5月開設本線特別班次，該線存在收費不一致、在關閘排隊與本線與3路線重疊，走線與本線有所不同卻仍沿有相同編號令乘客誤解等問題，曾有人提出應給予獨立編號。[28]隨後澳巴在6月將3X特別班次定編為3T路線，同時修改回程路線，後因客量關係，在同年9月中秋節及10月黃金週再次回復3X特別班次，相關問題再度出現。[29]

- 2024年10月14日，有乘客反映，在十一黃金周，澳巴開設本線特別班次，由關閘至亞馬喇前地以一站直達方式行走，返回關閘則沿本線原線行駛，旨在吸引更多乘客並有效疏導人潮。然而，由於該特別班次，無論在關閘總站，以及巴士報站App上，均沒有顯示該線詳細資料，以及停靠站點等。因與本線有所不同，但在關閘總站候車時，卻安排在同一條排隊通道候車，儘管巴士公司在開出本線特別班次，不斷地重覆用廣東話及普通話雙語廣播提醒乘客，此線不經沙梨頭及十六浦，但對於外籍或習慣乘搭本線前往提督馬路至內港一帶的乘客而言，仍然會當作本線而上錯車。
  - 同時，本線特別班次開出後，巴士報站App上會一直顯示多輛巴士已開出前往關閘馬路，令關閘馬路至提督馬路一帶的乘客，誤以為馬上有更多行駛本線的巴士開出，而放棄乘坐眼前車廂相對擠逼的本線或3路線，這毫無疑問地向居民提供了錯誤的資訊；當該巴士回程由亞馬喇返回關閘段時，在巴士報站App上查詢，經常地一直顯示巴士仍在行駛至關閘馬路的中間位置。
  - 另外，本線特別班次的巴士在前往亞馬喇前地的路上，車廂會廣播不會前往的「關閘馬路」站，隨後一直不會進行報站廣播，乘客一般會透過地圖軟件實時追蹤查詢本線位置，以便得悉還有多遠才抵達目的地，但乘客無論透過巴士報站App、Google Map或高德地圖，其會顯示該線大幅度偏離原走線，令外地遊客產生搭錯車的疑惑。由於車廂沒有進行報站廣播，而駕駛巴士的司機亦沒有向乘客告知大三巴在哪一站落車，當巴士抵達亞馬喇前地站時，大量前往新馬路或大三巴的遊客卻誤以為抵達站點而提早了一站落車，對於首次訪澳遊客而言，需花費更長路程及時間才能前往大三巴。
  - 此外，本線特別班次在關閘總站實行站外收費，使用澳門通或MPay掃碼乘車，按3路線收費標準。然而回程至關閘時，則按快線標準收費。這出現了去程一站直達，比回程站站停的收費便宜的怪現象，對中途站上車居民造成不公平，亦不符合快線收費標準需收取4元之規定。

- 澳巴在個案跟進回應指因適逢十一黃金周假期，訪澳旅客激增，澳巴因應實際客流情況採取應急方案，安排本線部分巴士行駛特別班次，由關閘總站直達亞馬喇前地，以提高巴士運轉效率以及高效疏導乘客。與此同時，於特別班次開出前，澳巴亦會安排職員以告示牌及揚聲器提醒乘客該班次不到達昌明花園、提督馬路，以便乘客知悉有關特別安排。澳巴亦會檢討有關特別班次的車廂廣播及車載機設置安排，以讓車廂內乘客及中途站候車乘客獲取更準確資訊。另一方面，為加快乘客上車速度，經有關當局同意，澳巴在入境人流高峰時間，本線與3路線於關閘總站實施「上車前收費」措施。惟基於總站空間限制，兩條路線需於同一輪候隊伍排隊候車，故現場澳門通機統一以3路線進行收費，以保障享受車資優惠的乘客不會被多收車資。 除此之外，澳巴將持續深入研究有關巴士安排，結合實際營運情況，適時優化措施，冀日後同類節假日更好地服務廣大乘客。[30]

## 圖片集

### 新時代時期
- 宇通ZK6118HGE
- 宇通ZK6128HGE

### 澳巴時期
- 宇通ZK6128HGE
- 宇通ZK6128HGE
- 宇通ZK6128HGE
- 宇通ZK6125HNG
- 宇通ZK6125HNG
- 宇通ZK6125HNG
- 宇通ZK6128HNGE
- 宇通ZK6128HNGE
- 中通LCK6113SHEVG
- 中通LCK6113SHEVG
- 中通LCK6113SHEVG
- 中通LCK6113SHEVG
- 中通LCK6113SHEVG
- 中通LCK6113SHEVG
- 蘇州金龍KLQ6116GHEV

## 外部連結
- 澳門公共汽車股份有限公司（官方網站） （页面存档备份，存于）